# أبو العربي في ميشين إيمبوسيبل (مسرحية)

## قصة المسرحية
تدور أحداث مسرحية أبو العربي في ميشين امبوسيبل حول شخصية أبو العربي الشهيرة التي تقع في صدفة أنهيشبه العالم الشهير هادي الفرماوي الذي اختفى منذ عدة أعوام، ما يجعل فكري المحامي يستغل ذلك الشبه ويقنع أبوالعربي بتنفيذ المهمة المستحيلة. والمسرحية من تأليف محسن رزق، وإخراج تامر كرم.

## طاقم العمل

### الممثلين[3]
هاني رمزي
داليا البحيري
أحمد فتحي
حجاج عبد العظيم
محمد جمعة
ليلى عز العرب،
عمرو عبد العزيز
رغدة جلال
ليديا سليمان

### تأليف
محسن رزق  (مؤلف)
مصطفى نعمان (ورشة كتابة)
عادل سلامة  (أشعار)

### إنتاج
تامر كرم (منتج)
أحمد فاروق (منتج فني)
هالة الزهوي. (تصميم الأزياء)

### إخراج
تامر كرم (مخرج)

### ماكياج
زينب حسن. (ماكيير)

### تصوير
أبو بكر الشريف (إضاءة)